# Elisæus Winding
Elisæus Winding, född 22 december 1745 i Uddevalla, död 8 april 1793 i Höja, Kristianstads län, var en svensk kyrkoherde, målare och kopparstickare.
Han var son till gränsinspektoren Johan Ludwig Winding och Anna Maria von Beetzén och gift första gången med Eleonora Margareta Fehman och andra gången med Maria Christina Brisman. Winding blev student vid Uppsala universitet 1769 och prästvigdes 1771. Efter något års tjänstgöring som lärare vid Gustafsbergs barnhus i Uddevalla blev han kyrkoherde i Höja och Starby i Kristianstads län. Han var under sin levnad en av de mest framträdande herrnhutiska prästerna i Lunds stift. Han tjänstgjorde som läroverksadjunkt i sin hemstad 1775 och nämndes då som en artist med god smak och färdighet i målande och graverande. Som kyrkoherde i Skåne fick han stor nytta av sin talang som lärare i teckning och gravering som han förmedlade till sin elev Christian Didrik Forsell.  